# Узун Хасан
Узун Хасан (на турски: Uzun Hasan) (на османски турски: اوزون حسن), узун означава висок) е султан на държавата на династията Ак Коюнлу, наричана още държава на туркмените с белите овце. Той управлявал части от Иран, Ирак, Турция, Азербайджан и Армения през периода 1453 – 1478. Тимур прави неговия дядо Кара Юлюк Осман губернатор на Диарбекир и му дава градовете Ерзинджан, Мардин, Роха (или Урфа) и Сивас. Узун побеждава Джахан шах, владетел от династията Кара Коюнлу. Свързва се с венецианския посланик Амброзе Контарини, който използва връзките си във венецианския двор и му осигурява военна помощ срещу Османската империя. Узун Хасан е победен от османлиите, начело със султан Мехмед II, през 1473 в битката при Отлукбели.
Интересен факт за Узун Хасан е, че е едно от звената, което пренася кръвта на Карл Велики до Моголска Индия. След женитбата си с Теодора Комнина (наречена Деспина Хатун), която е дъщеря на Йоан IV Велики Комнин, император на Трапезундската империя, той става едно от тези звена. Тяхната дъщеря Халима е майка на иранския шах от династията на Сефевидите Исмаил I.